# Nessa Cohen
Nessa Cohen, właśc. Helen Nessa Cohen (ur. 11 grudnia 1885 w Nowym Jorku, zm. 16 grudnia 1976 tamże) – amerykańska rzeźbiarka i malarka. Najbardziej znana ze swych studiów postaci Indian północnoamerykańskich. Uczestniczka wystawy Armory Show.

## Życiorys i twórczość

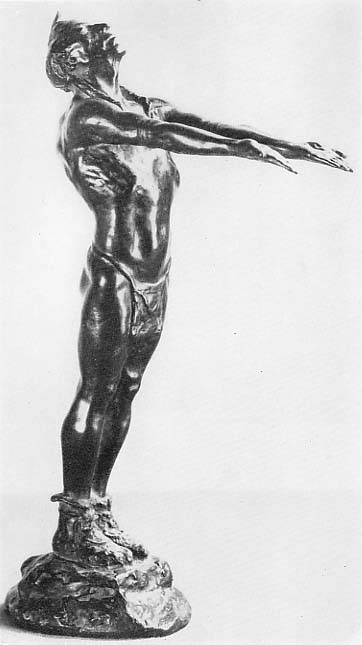
Nessa Cohen, Wschód słońca, brąz, Armory Show

Helen Nessa Cohen urodziła się w Nowym Jorku w rodzinie o korzeniach niemiecko-rosyjskich. Swoje prace najpierw wystawiała w rodzinnym mieście. Ukończyła Barnard College. Później studiowała rzeźbę pod kierunkiem Jamesa Frasera w nowojorskiej Art Students League. Następnie wyjechała do Paryża, gdzie studiowała pod kierunkiem Charles’a Malfroya oraz Charles’a Despiau. Prace Cohen znalazły się na wystawie National Academy of Art w 1912 roku; jeden z recenzentów zwrócił uwagę na jej „surową” pracę, zatytułowaną Nawaho obserwujący kobiety przy pracy. Zainteresowanie zachodnimi motywami znalazło również odzwierciedlenie w jednej z jej dwóch prac, wystawionych na Armory Show, zatytułowanej Wschód słońca (1911), przedstawiającej samotnego Indianina w duchowej pozie. Druga praca, zatytułowana Wiek, przedstawiała skuloną staruszkę czekającą na pociąg. Według „The New York Evening Sun” krytycy stwierdzili, że prace Cohen były równie dobre jak prace mężczyzn, co było największym komplementem, na jaki ówczesna krytyka była w stanie się zdobyć. Mniej więcej w okresie Armory Show Amerykańskie Muzeum Historii Naturalnej zaoferowało kilku artystom zamówienia na rzeźby etnograficzne poszczególnych plemion indiańskich. Spośród rzeźbiarzy wystawiających na Armory Show fundusze od Muzeum na podróż do południowej części Zachodu Stanów Zjednoczonych dla zbadania charakterystycznych cech i ubiorów poszczególnych plemion otrzymali Mahonri Young i Nessa Cohen. Cohen zrealizowała grupę ośmiu posążków, wśród których znalazł się Hopi biegnący w sztafecie (1912). Został on w 1928 roku zakwalifikowany do szerokiego finału Olimpijskiego Konkursu Sztuki i Literatury, jednak miejsca medalowego nie zdobył.
Cohen wykładała historię sztuki w szkołach prywatnych oraz w Metropolitan Museum of Art. Jej obrazy były wystawiane w American Artists Professional League of the United States, natomiast niektóre rzeźby w: School of Architecture and Allied Arts w Portland, na Uniwersytecie Stanforda oraz w Amerykańskim Muzeum Historii Naturalnej.
Zmarła 16 grudnia 1976 roku w Cabrini Health Care Center w Nowym Jorku.